# Дом казённой палаты (Воронеж)
Дом казённой палаты — здание на проспекте Революции (улице Большой Дворянской) Воронежа у Петровского сквера.

## История
Двухэтажный дом был возведён в стиле классицизма XVIII века для казённой палаты в 1786—1787 годах по проекту Джа́комо Анто́нио Доме́нико Кваре́нги как часть неосуществленного комплекса из четырёх зданий наместнического правления и губернских присутственных мест по заказу в 1784 году воронежского наместника генерал-поручика Василия Алексеевича Черткова. Здания должны были быть соединённых полукруглыми галереями. После завершения архитектурный комплекс должен был располагаться на территории нынешнего Петровского сквера. Возведение дома казённой палаты проводилось под руководством губернского архитектора И. И. Волкова. Из-за запрета на строительство казённых каменных сооружений по всей стране в связи с началом русско-турецкой войны весь комплекс построен не был. После октябрьской революции казённую палату распустили, а здание передали различным госучреждениям (губстатбюро, губархивбюро и др.). После Великой Отечественной войны к зданию, из-за нехватки в городе жилых площадей, по совету архитектора А. В. Миронова было достроено ещё 2 этажа.
Ныне в здании расположено представительство МИД России в г. Воронеже.